# Natthakrit Insao
Natthakrit Insao (thailändisch ณัฐกฤต อินเสาร์, * 2. Juli 1990), auch als Na bekannt,  ist ein thailändischer Fußballspieler.

## Karriere
Natthakrit Insao spielte bis 2016 beim Lamphun Warrior FC. Wo er vorher gespielt hat, ist unbekannt. Der Club aus Lamphun spielte in der dritten Liga des Landes, der Regional League Division 2. 2017 wechselte er zum Erstligisten Sisaket FC nach Sisaket. Für Sisaket absolvierte er 2017 zwei Erstligaspiele. Ende 2017 musste er mit dem Verein als Tabellensiebzehnter den Weg in die Zweitklassigkeit antreten. Am Ende der Saison 2020/21 stieg er mit Sisaket in die dritte Liga ab. Nach dem Abstieg verließ er den Klub und schloss sich dem Erstligaabsteiger Trat FC aus Trat an. Für Trat bestritt er zehn Ligaspiele. Ende August 2022 verließ er Trat und schloss sich dem Drittligisten Songkhla FC an. Mit dem Verein aus Songkhla spielte er 18-mal in der Southern Region der Liga. Am Ende der Saison feierte er mit dem Verein aus Songkla die Meisterschaft der Region. In den Aufstiegsspielen konnte man sich jedoch nicht durchsetzen. Im Mai 2023 wurde sein Vertrag in Songkhla nicht verlängert. Zu Beginn der Saison 2023/24 schloss er sich dem in der Bangkok Metropolitan Region spielenden Samut Sakhon City FC an. Nach einer Spielzeit, in der er für den Verein aus Samut Sakhon 18 Ligaspiele bestritt, wechselte er im Sommer 2024 zum in der Eastern Region spielenden Navy FC. Am Ende der Saison 2024/25 feierte er mit dem Verein die Meisterschaft der Region. In den Aufstiegsspielen zur zweiten Liga konnte man sich jedoch nicht durchsetzten. Nach einer Spielzeit, in der er 17 Ligaspiele bestritt, wurde sein Vertrag im Sommer 2025 nicht verlängert.

## Erfolge
Songkhla FC
- Thai League 3 – South: 2022/23

Navy FC
- Thai League 3 – East: 2024/25